# 浜松市麻雀店放火殺人事件
浜松市麻雀店放火殺人事件（はままつしマージャンてんほうかさつじんじけん）とは、2009年（平成21年）11月17日に静岡県浜松市で発生した放火殺人事件。合計4人が死亡した。未解決事件でもある。

## 概要
2009年（平成21年）11月17日午前3時30分ごろ、静岡県浜松市中区（現：中央区）高丘東の麻雀店「リーチ麻雀・金ちゃん」から出火し、2階店舗211 m2を全焼。現場からは男性客3人の焼死体が見つかった。また、男性4人が負傷して病院に搬送され、そのうち1人が避難する際に頭を打ち脳挫傷で死亡した。出火当時は営業中で、男性客6人と従業員2人の計8人が2階部分で麻雀をしていた。
現場は浜松駅から北西に約7km離れた工場や住宅が点在する地域で、事件が発生する約1ヶ月前の10月14日、敷地内でタイヤ4本と店の外壁の一部を焼く不審火も発生していた。

## 反響

### 静岡市
静岡市消防防災局は管内の麻雀店57店舗を対象に緊急立入検査を行い、誘導灯や消火器の設置状況を確認した。また、設置状況の他に防炎カーテンの有無や調理場周辺に可燃物が置いていないかなども確認した。

### 松江市
松江市消防本部は市内の麻雀店など19施設を査察し、うち2店舗では火災報知機と誘導灯の設置状況及び自動火災報知設備の有無などを点検した。点検後、松江市消防本部は「火を見つけたら、大きな声を上げ、周りの人に消火と通報、避難誘導の役割分担をさせることが大事」と点検した麻雀店に対して消火訓練の指導を行った。

### 福井市
福井市消防局は市内の麻雀店41店舗に緊急特別査察を実施し、25店舗に消火設備の不備などの消防法違反があったと明らかにした。この結果を受けて福井市消防局は消防法違反が確認された店舗に対して是正指導を行った。
違反内容としては、消火器の未設置や誘導灯の不備が14店舗、消火訓練を行っていないのが9店舗、防災カーテンが設置されていないのが16店舗に上った。

### 福岡市
福岡市消防局は飲食店などが入居する雑居ビルや麻雀店を対象とした緊急立入検査を実施した。検査では主に避難経路が確保されているかを確認した他、消火器の使用方法なども指導した。

## 捜査経過
静岡県警察は出火直前まで火の気がなく、火の回りも早かったことから放火事件と見て浜松中央警察署に捜査本部を設置。前述の不審火と併せて捜査を開始した。
出火当時、1階正面玄関は施錠されており、勝手口からのみ出入り可能だったという。出火直前の午前3時ごろに2階にいた従業員は当時無人だった1階の扉が開閉する音を聞いていた。この音に気付いた従業員が1階に下りようとすると、既に正面玄関付近の窓に設置しているカーテンが燃えている状態だった。
火災の発生を受けて男性客と従業員が避難しようとした時には階段から高温の黒煙が吹き付けたため、階段から下りることはできなかった。
一方で出火の約1時間前の午前2時30分頃に3人組の男が黒い乗用車を麻雀店付近の駐車場にエンジンをかけたまま駐車し、近くの飲食店と麻雀店との間で2回往復しているのを近所の人が目撃している。現場近くは深夜から未明までは人通りが少ないので不思議に感じたという。また、出火直前に麻雀店周辺で野球帽を被って自転車に乗った不審な男が目撃されている。
その後の捜査により、1階中央部に設置されていたストーブと電気配線は普段から点検されていたことが判明。また、焼け跡から発見されたおしぼりの切れ端と段ボール片から灯油反応が出ていたことも判明した。このことから捜査本部は、犯人が勝手口から侵入して1階の正面玄関まで移動し、灯油をまいて放火したと見ている。また、事件当時、店内は薄暗い状態だったことから捜査本部は「ある程度店の事情を知った人物だろう」と見ている。
しかし、麻雀店が全焼して多くの物証が焼失したことで出火原因の特定に繋がる有力な証拠に乏しく、目撃情報が少ないこともあって捜査は難航。2019年（令和元年）時点で3万2000人の捜査員を投入して目撃情報の収集や確認作業を中心に捜査を進めているが、現時点で解決の糸口は掴めていない。

## 事件後の経過
事件現場は2010年（平成22年）3月に取り壊されて更地になり、更地になった後もしばらくは黒焦げの看板が残されていた。その後、看板も撤去されて現在は住宅地の一部となっている。